# Рескупорід IV
Тиберій Юлій Рескупорід IV (*Τιβέριος Ἰούλιος Ῥησκούπορις Δ, д/н —235) — цар Боспору у 233—235 роках.

## Життєпис
Походив з династії Тиберіїв Юліїв. Син царя Котіса III. Стосовно нумерації Рескупоріда існують розбіжності: деякі дослідники не рахують засновника династії — Аспурга — як першого, хто носив ім'я Рескупорід. З огляду на це Рескупорід має нумерацію III. Інші вчені зовсім не вносять цього правителя до переліку володарів Боспору, оскільки він був лише співправителем. Водночас є думка, що Рескупорід IV (III) є однією особою з Рескупорідом V (IV), що панував у 240-270-х роках.
У 233 році після смерті старшого брата Савромата III стає новим співцарем Котіса III. Відповідав за азійську частину Боспору, якій загрожували племена аланів. Рескупорід IV відомий насамперед за монетами (статерами) з написом ΒΑΣΙΛΕΩΣ ΡΗΣΚΟΥΠΟΡΙΔΟΣ. Вважається, що помер у 235 році. Незрозуміло, перед або після смерті батька, яка трапилася приблизно того ж року. Можливо, деякий час правив після Котіса III, але був повалений молодшим братом Інінтімеєм.